# Jamides lugine
Jamides lugine är en fjärilsart som beskrevs av Druce 1895. Jamides lugine ingår i släktet Jamides och familjen juvelvingar. Inga underarter finns listade i Catalogue of Life.

## Bildgalleri

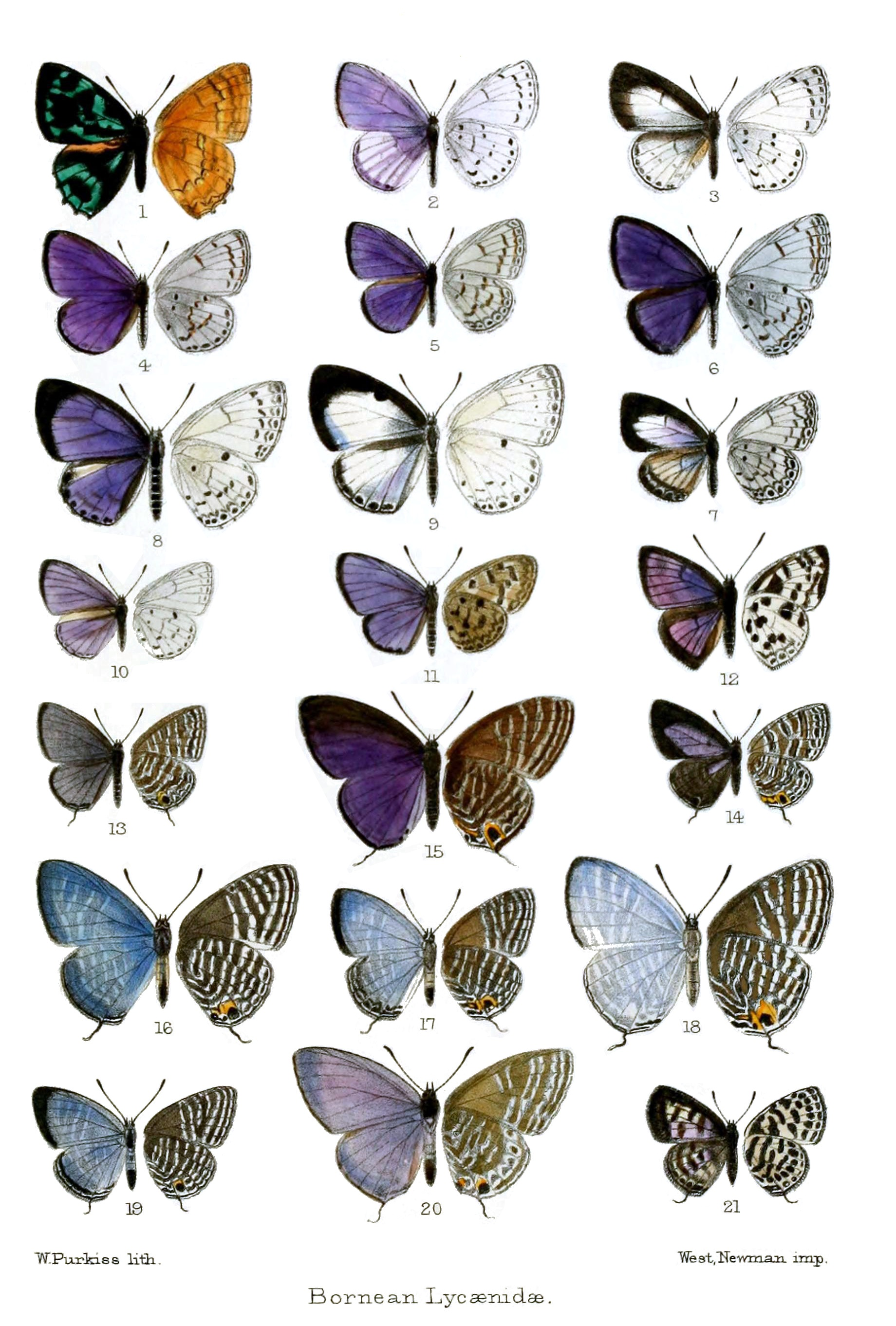
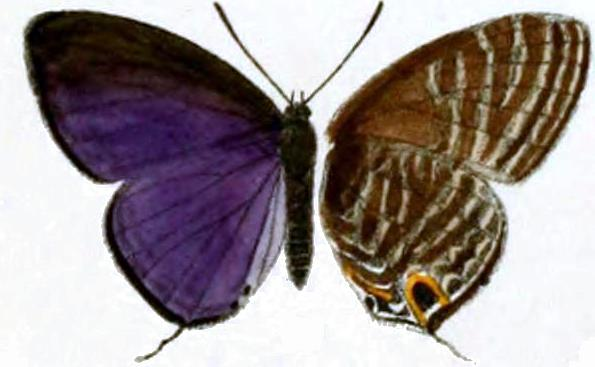